# Górno (Sainte-Croix)
Pour les articles homonymes, voir Górno.
Górno est un village de la voïvodie de Sainte-Croix et du powiat de Kielce. Il est le siège de la gmina de Górno et compte environ 1 500 habitants.